# Гай Тулий Капитон Помпониан Плотий Фирм
Гай Тулий Капитон Помпониан Плотий Фирм (на латински: Gaius Tullius Capito Pomponianus Plotius Firmus) e сенатор на Римската империя през 1 век.
Син е на Верисимила и Плотий Фирм, а Тулий Капитон го осиновява. През 68 г. по времето на император Галба той е Romae praefectum vigilum. По времето на император Отон през 69 г. той e преториански префект. През 84 г. е суфектконсул заедно с Гай Корнелий Галикан.